# Chad de Mercia
Chad o Ceada (en anglosajón, Ceadda) (c. 634- 2 de marzo de 672) fue un prominente eclesiástico anglosajón que vivió en el siglo VII, y que llegaría a ser abad  de varios monasterios, obispo de Northumbria y posteriormente obispo de los mercianos y del pueblo de Lindsey. Posteriormente, fue canonizado. Era hermano de Cedd, también santo. Aparece frecuentemente en el trabajo de Beda el Venerable y se le considera, junto con Cedd, como el introductor del cristianismo en Mercia.

## Fuentes

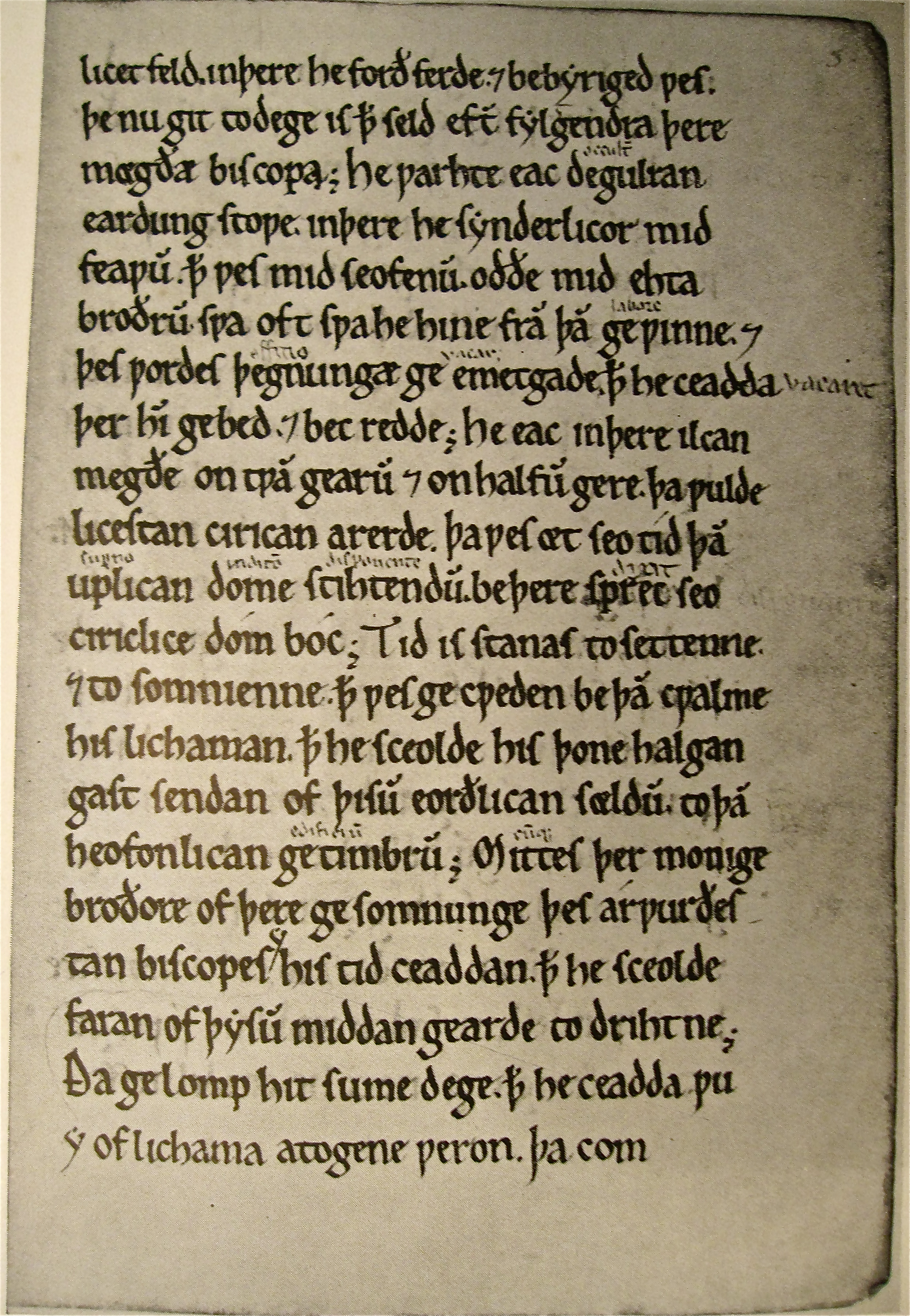
De una copia tardía del viejo English Homely en la vida de St. Chad, c. 1200, en el Bodleian Biblioteca, Oxford.

## Educación y primeros años

### Lazos familiares
Chad fue uno de cuatro hermanos, todos activos en la iglesia anglosajona. Los otros eran Cedd, Cynibil y Caelin. Chad parece haber sido menor que Cedd, llegando a la escena política aproximadamente diez años después. Es razonable suponer que Chad y sus hermanos procedían de la nobleza: ciertamente tuvieron conexiones cercanas con la clase dirigente Northumbriana. Aun así, Chad es un nombre celta, más que anglosajón. Es un elemento encontrado en muchos príncipes galeses y nobles del periodo y significa "batalla". Esto puede indicar una familia mixta, con raíces en la población Celta original de la región.

### Educación
El único hecho esencial que da Beda sobre la primeros años de Chad es que estudió con San Aidan en el monasterio celta de Lindisfarne. De hecho, atribuye el patrón general del ministerio de Chad al ejemplo de Aidan y su hermano, Cedd, que también estudió con él.
Aidan fue discípulo de San Columba y fue invitado por el rey San Oswaldo de Northumbria a venir desde Iona para fundar un monasterio. Aidan llegó a Northumbria en 635 y murió en 651. Chad tuvo que haber estudiado en Lindisfarne en algún momento entre estos años.

### Viajes a Irlanda y fechas en la vida de Chad
Chad más tarde viajaría a Irlanda como monje, antes de ser ordenado sacerdote. Las referencias de Beda son la única evidencia real que tenemos acerca de esta parte de su vida, incluyendo su nacimiento.
Cedd no es mencionado como compañero de Chad en esta etapa de su educación. Probablemente Cedd era considerablemente mayor que Chad, y fue ordenado sacerdote algunos años antes: ciertamente era ya un sacerdote en 653, cuándo fue enviado a evangalizar a los Anglos Medios. El compañero de Chad era Egbert, que era de su misma edad. Ambos viajaron a Irlanda para proseguir sus estudios. Beda nos dice que Egbert pertenecía a la nobleza angla, pese a que los monjes enviados a Irlanda eran de todas las clases. Coloca a Egbert, y por tanto a Chad, entre los estudiosos ingleses que llegaron a Irlanda mientras Finan y Colmán era obispos en Lindisfarne. Esto significa que Egbert y Chad tiene que haber ido a Irlanda después de la muerte de Aidan, en 651.
Beda proporciona un extenso relato de cómo Egbert cayó peligrosamente enfermo en Irlanda en 664 e hizo voto de seguir una vida de austeridad para enmendar sus locuras de juventud. Su único amigo al llegar a este punto era Ethelhun, que murió en la peste. Por eso, suponemos que Chad tiene que haber dejado Irlanda antes de esto. De hecho, en 664 aparece en Northumbria, para reemplazar a su hermano Cedd, también fallecido por la peste. La estancia de Chad en Irlanda, por tanto tiene que haber tenido lugar entre 651 y 664. Beda deja claro que los sabios errantes anglos no eran aún sacerdotes, y la ordenación solía tener lugar pasada la treintena– la edad en qué Jesus comenzó su ministerio. Esto nos permite situar el año del nacimiento de Chad en torno a 634.
Chad fue educado según una tradición monástica que tomaba como referencia a Martin de Tours y que era completamente distinta a la regla benedictina que se extendía por Europa Occidental en la época. Como deja claro el relato de Beda, el monasticismo experimentado por Chad era peripatético, acentuaba las prácticas ascéticas y tenía un foco fuerte en la exégesis Bíblica, lo que generaba una profunda consciencia escatológica. Egbert recordaría más tarde que él y Chad "siguieron la vida monástica muy estrictamente– en oraciones y continencia, y en meditación sobre las Escrituras". Algunos de estos estudiosos se asentaron rápidamente en monasterios irlandeses, mientras que otros vagaban de un maestro a otro en búsqueda de conocimiento. Cuenta además que los monjes irlandeses con mucho gusto les enseñaban e instruían, e incluso les permitían utilizar sus valiosos libros, sin cargo. Teniendo en cuenta que los libros eran fabricados a mano de manera muy laboriosa, este gesto era tremendamente generoso. La práctica de prestar los libros libremente parece haber sido una característica distintiva del monasticismo irlandés: fue una violenta disputa sobre el derecho a copiar un salterio lo que presuntamente motivó el exilio de Columba muchos años atrás.

## Controversias

### Lucha por la hegemonía política
Durante la época de Chad, el conflicto más importante era entre Northumbria y Mercia. Penda, el rey pagano de Mercia, estaba continuamente en guerra contra Northumbria, frecuentemente con el apoyo de los príncipes galeses cristianos. Cualquier derrota en esta situación amenazaba la frágil unidad del vencido. En 641, Penda derrotó de manera aplastante a los Northumbrianos en Maserfield, en la que perdió la vida el propio rey Oswald. Northumbria se descompuso entre sus reinos constituyentes, Bernicia y Deira, permitiendo a Penda intervenir fácilmente en la política interna. Sería finalmente Oswiu, sucesor de Oswald, el que conseguiría reunificar nuevamente Northumbria, derrotando y matando a Penda en 655, en Winwaed, provocando el caos en Mercia durante más de una década, en la que los gobernantes de Northumbria pudieron intervenir en los asuntos mercianos.

### Disputa sobre la legitimidad apostólica en la Iglesia
El cristianismo al sur de Gran Bretaña estaba estrechamente asociado con Roma y con la Iglesia en Europa continental. Esto era porque se había desarrollado a partir de la misión gregoriana encabezada por Agustín de Canterbury de 597, y patrocinada por el Papa Gregorio. Por otro lado, las iglesias de Irlanda y del norte y oeste de Gran Bretaña tenían su propia historia y tradiciones. Las iglesias de Gales y Cornwall mantenían tradiciones que provenían de la época del imperio Romano. Irlanda fue cristianizada por misioneros galeses, mientras Northumbria miraba al monasterio irlandés deIona, en la actual Escocia, como su fuente. Pese a que todos los cristianos occidentales reconocían la autoridad última de Roma, las iglesias de Gran Bretaña e Irlanda no aceptaban su control directo. A lo largo de los años, habían surgido divergencias considerables en práctica y organización. La mayoría de obispos de Irlanda y Gran Bretaña no eran reconocidos por Roma ya que su sucesión apostólica era incierta y condonaban prácticas no Romanas. El monacato y las estructuras eran muy diferentes: los monasterios jugaban una función mucho más importante en las islas que en el continente, lo que convertía a los abades en líderes de facto de la Iglesia. Muchas diferencias hacían referencia a la datación de la Pascua y la tonsura, notoriamente diferentes entres las iglesias locales y Roma.
Estas disputas políticas y religiosas estaban profundamente entrelazados e interaccionaban de varias maneras. El cristianismo en Gran Bretaña e Irlanda progresaba mayormente gracias al patronaje real, mientras que los reyes se apoyaban cada vez en la Iglesia para estabilizar y legitimar sus estados. Una iglesia fuertemente local con prácticas distintivas podría ser una importante fuente de apoyo. En cambio, la conexión Romana introducía influencia extranjera más allá del control de gobernantes locales, pero también permitía a los gobernantes mostrarse en un escenario más amplio donde buscar mayores fuentes de legitimidad.

## El ascenso de una dinastía
El curso de la vida de Chad entre su estancia en Irlanda y su aparición como dirigente de Iglesia es desconocida. De hecho,  es posible que acabara de regresar de Irlanda cuando se le promocionó. Esta concentración de influencia y poder eclesiásticos dentro de la red de una familia noble era probablemente común en la Inglaterra anglosajona: un obvio paralelo sería los hijos de Merewalh en Mercia en la generación siguiente.

### El ascenso de Cedd
Cedd, probablemente el hermano mayor, se había convertido en una figura muy prominente en la Iglesia mientras Chad estaba en Irlanda. Probablemente como sacerdote recién enviado,  fue enviado en 653 por Oswiu en una difícil misión a la tierra de los Anglos Medios, a petición de Peada, como forma de intervención de Northumbria en los asuntos de Mercia. Después de aproximadamente un año, fue llamado y enviado en una misión similar a los Essex, siendo ordenado obispo poco después.

### Fundación de Lastingham
Caelin, hermano de Cedd y Chad, era capellán de Ethelwald, sobrino de Oswiu, que había sido nombrado para administrar el área costera de Deira. Caelin sugirió a Ethelwald la fundación de un monasterio, en el que pudiera ser enterrado y donde se rezara en su memeoria. Caelin presentó a Cedd y Ethelwold, que según Beda, prácticamente forzó a Cedd a aceptar una donación: un sitio salvaje en Lastingham, cerca de Pickering en los North York Moors, cercanos a una antigua calzada romana aún en uso. Beda explica que Cedd "ayunó estrictamente para limpiar [el lugar] de la suciedad de las maldades previamente cometidas allí". En el trigésimo día de su ayuno de cuarenta días,  fue convocado a un negocio urgente. Cynibil, otro de sus hermanos, continuó el ayuno por los restantes diez días.

### Chad, abad de Lastingham
La primera aparición de Chad como prelado eclesiástico ocurre en 664, poco después del Sínodo de Whitby, cuando muchos dirigentes de Iglesia habían fallecido por la peste – entre ellos Cedd, quién murió en Lastingham. A la muerte de su hermano mayor, Chad ocupó la posición de abad en Lastingham.
Beda raramente menciona a Chad sin referirse a su régimen de oración y estudio, así que estos claramente formaban una parte esencial de la rutina monástica de Lastingham. El estudio habría sido colectivo, con los monjes llevando a cabo exégesis a través de la dialéctica. Aun así no todo lo relacionado con los monjes era intelectual. Beda nos cuenta que un hombre llamado Owin (Owen), que apareció en la puerta de Lastingham. Owen era un oficial de la casa de Æthelthryth, una princesa de Estanglia que había venido para casarse con Ecgfrith, el hijo menor de Oswiu. Owin había decidido renunciar al mundo, y para mostrarlo, se presentó en Lastingham envuelto en harapos y llevando un hacha. Había venido principalmente para hacer trabajo físico, y se convirtió en uno de los más cercanos colaboradores de Chad.

## Obispo de los Northumbrianos

### La necesidad de un obispo
Beda da gran importancia al Sínodo de Whitby en 663/4, en el que muestra la resolución de las principales prácticas en la iglesia de Northumbria en favor de la práctica Romana. Cedd aparece como el principal nexo de unión en el sínodo por su don de lenguas. Cedd no fue el único clérigo que murió durante la peste que estalló tras el sínodo, ya que fue no de los numerosos brotes. De hecho, gran cantidad de obispos anglosajones fallecieron durante la plaga, incluyendo al arzobispo de Canterbury. Beda cuenta que Colmán, obispo de Northumbria en tiempo del Sínodo, partió hacia Escocia después de que el resultado del sínodo le fue adverso. Fue sucedido por Tuda, que vivió poco tiempo tras su accesión. El proceso tortuoso para reemplazarle es brevemente mencionado por Beda breve pero enigmaticamente en algunos momentos.

### La misión de Wilfrid
La primera elección para reemplazar a Tuda fue Wilfrid, un particularmente celoso defensor de la causa Romana. Debido a la peste, no se podía contar con los tres obispos requeridos para su ordenación, así que viajó al reino Franco de Neustria para ser ordenado. Esto fue a iniciativa de Alfrid, sub-rey de Deira, pese a que presumiblemente Oswiu supo y aprobó esta acción. Beda nos dice que Alfrid buscaba un obispo para él y su pueblo, lo que probablemente significa el pueblo de Deira. Según Beda, Tuda habría sido sucedido como abad Lindisfarne por Eata, que había sido elevado al rango de obispo.
Wilfrid se reunión con su profesor y mentor, Agilbert, defensor del bando Romano en Whitby, que había sido nombrado obispo de París. Agilbert puso en marcha el proceso para ordenar a Wilfrid canónicamente, convocando varios obispos a Compiègne para la ceremonia. Beda nos cuenta que Wilfrid permaneció fuera durante cierto tiempo tras su ordenación.

### La elevación de Chad
Beda da a entender que Oswiu decidió emprender acciones porque Wilfrid permaneció en el extranjero más tiempo del esperado. No está claro si cambió de opinión sobre Wilfrid, o si nunca había tenido intención de hacerle obispo, pero aprovechó para sacarle del país.
Chad fue invitado a convertirse en obispor de Northumbria por Oswiu, y es a menudo incluido en la lista de obispos de York. Beda generalmente utiliza distinciones étnicas más que geográficas para referirse a Chad y otros obispos anglosajones. Aun así al llegar a este punto, también se refiere al deseo de Oswiu que Chad sea obispo de la iglesia en York. Parece claro que Oswiu pretendió que Chad se convirtiera en el obispo de los northumbrianos, por encima de las pretensiones de Wilfrid y Eata.
Chad afrontó el mismo problema sobre la ordenación que Wilfrid, y partió a ser ordenado en medio del caos causado por la peste. Beda nos dice que viajó primero a Canterbury, donde supo que el arzobispo Deusdedit había muerto sin sustituto. El viaje no parece muy lógico, ya que el arzobispo había muerto tres años antes, por lo que tenía que haber sido bien sabido en Northumbria, y era la razón del viaje de Wilfrid al extranjero. La razón más obvia para los viajes tortuosos de Chad serían que estaba también en una misión diplomática de Oswiu, intentando construir una alianza para encerrar a Mercia, que rápidamente se recuperaba de su debilidad. De Canterbury viajó a Wessex, donde fue ordenado por el por obispo Wini de los sajones occidentales y dos obispos britanos, es decir, galeses. Ninguno de estos obispos fueron reconocidos por Roma. Beda señala que "en aquel tiempo no había otro obispo en Britania ordenado canonicamente excepto Wini" y el último había sido instalado irregularmente por el rey de los sajones Del oeste.

### La expulsión de Chad
En 666, Wilfrid regresó de Neustria, "trayendo muchas reglas de observancia católica", según Beda. Encuentra a Chad ya ocupando su misma posición. Parece que no desafía la preeminencia de Chad en su área propia, sino que se dedica a buscar apoyos en otros monasterios, como Gilling y Ripon. No obstante, reafirma su rango episcopal al visitar Mercia e incluso Kent ordenando sacerdotes. Según Beda, el efecto neto de sus esfuerzos en la Iglesia fue que los monjes irlandeses que aún vivían en Northumbria bien se adhirieron a las prácticas católicas o partieron hacia su hogar. No obstante, Beda no puede encubrir que Oswiu y Chad había roto significativamente con la práctica Romana en muchas maneras y que la Iglesia en Northumbria había sido dividida por la ordenación de obispos rivales.
En 669 llegó a Inglaterra Teodoro de Tarso, un nuevo arzobispo de Canterbury, enviado por el papa San Vitaliano. Inició inmediatamente un tour por el país, comprobando los abusos sobre los que ya había sido advertido. Ordenó a Chad que se retirara y a Wilfrid que tomara posesión. Según Beda, Teodoro quedó tan impresionado por las muestras de humildad de Chad que confirmó su ordenación como obispo, aunque insistió en que se retirara, lo que Chad lo regresando a Lastingham y dejando a Wilfrid como obispo de los Northumbrianos en York.

## Obispo de Mercia

### Nueva llamada
Más tarde, ese mismo año, Wulfhere de Mercia pidió un obispo. Wulfhere y los otros hijos de Penda se habían convertido a cristianismo, pese a que Penda permaneció pagano hasta su muerte (655). Penda había permitido a los obispos operar en Mercia, a pesar de que ninguno había tenido éxito en establecer la Iglesia de manera segura al no contar con apoyo real.
El arzobispo Teodoro rechazó consagrar un obispo nuevo. En su lugar, sacó a Chad de sus retiro en Lastingham. Según Beda, Teodoro había quedado impresionado por la humildad y la santidad de Chad, como por ejemplo en su negativa a utilizar el caballo e ir a pie en todos sus viajes. A pesar de su consideración para con Chad, el arzobispo le ordenó montar durante los viajes largos e incluso le ayudó a subirse al caballo en alguna ocasión.
Chad fue consagrado obispo de los mercianos y del pueblo de Lindsey. Beda nos cuenta que Chad era de hecho el tercer obispo enviado a Wulfhere, que le convirtió en el quinto obispo de los mercianos. El Reino de Lindsey, que ocupaba el nordeste del Lincolnshire, estaba bajo control de Mercia. Listas episcopales anglosajonas posteriores añaden a sus responsabilidades el territorio de los Anglos Medios. Eran una parte distinta de Mercia, con centro en el Trent medio y en el Tame inferior– el área alrededor de Tamworth, Lichfield y Repton que formaba parte del núcleo más principal de Mercia. Fue su sub-rey, Peada, el que había contado con los servicios del hermano de Chad, Cedd, en 653, y eran frecuentemente considerados como un grupo diferente de los mercianos propiamente dichos, que vivían más al norte y al oeste.